# Alto-alemão

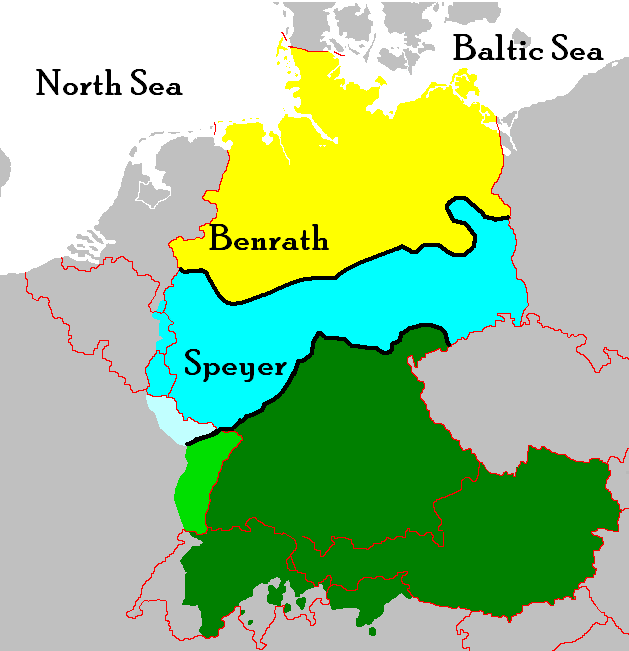
O mapa mostra a divisão dos grandes grupos linguísticos da Alemanha. Pertencentes ao grupo do alto-alemão: alemão superior a verde, alemão central a azul. O grupo do baixo-alemão aparece a amarelo. As isoglossas de Benrath e Speyer dividem as regiões.

O alto-alemão (em alemão:  Hochdeutsch, Hochdeutsche Sprache) é um dos grupos linguísticos da língua alemã (juntamente com o baixo-alemão). É qualquer uma das variantes linguísticas do Hochdeutsch (língua oficial), luxemburguês e iídiche, assim como de dialectos locais alemães falados nas regiões sul e central da Alemanha, na Áustria, Liechtenstein, Suíça e zonas fronteiriças na Bélgica, França (Alsácia e norte da Lorena), Itália e Polónia. Também é falado em antigas colónias como na Transilvânia (Roménia), Rússia, Estados Unidos e Namíbia.
O alto-alemão divide-se nas famílias alemão superior e alemão central (ver mapa).
Alto (no termo alto-alemão) refere-se às regiões montanhosas do centro e sul da Alemanha e dos Alpes, em oposição a baixo (no termo baixo-alemão) que se refere às regiões planas da costa norte do país.